# Polykarp Kusch
Polykarp Kusch (26. ledna 1911, Německo – 20. března 1993) byl německo - americký fyzik. Spolu s Willisem Eugene Lambem získali v roce 1955 Nobelovou cenou za fyziku. Kusch za přesné určení magnetického momentu elektronu.